# Morcheeba
Morcheeba er et trip-hop/indie pop/rock-band fra Storbritannien.

## Brug
- "Everybody Loves a Loser" blev spillet i den første sæson af tv-serien Hung og blev desuden inkluderet i seriens soundtrack udgivet i juni 2010.
- Deres mest berømte sang er Rome Wasn't Built in a Day.[1]

## Diskografi
- Who can you trust (1996)
- Big calm (1997)
- Fragments of freedom (2000)
- Charango (2002)
- The Antidote (2005)
- Dive Deep (2008)
- Blood Like Lemonade (2010)
- Head Up High (2013)
- Blaze Away (2018)
- Blackest Blue (2021)